# Serra da Estiva
A Serra da Estiva é um conjunto de montanhas íngremes localizada em sentido noroeste a sudeste na Chapada Diamantina, região central do estado brasileiro da Bahia.
Em sua área corre o rio Água Suja, um dos principais afluentes do rio de Contas. Tem altitude máxima de 1 183 metros.
Está localizada em parte no município de Barra do Mendes, e nela é feito o garimpo de diamantes.
Geográfica e geologicamente a serra está na parte da Chapada denominada Pediplanos Centrais que "compreendem relevos planos que se apresentam a diferentes níveis. Apresentam altitudes médias que variam de 1 000 a 1 200 metros, podendo chegar a 1 300 metros na região da Chapada da Aldeia de Baixo e na Serra da Estiva (...) As formas de relevo que constituem essa unidade, englobadas de aplanamento, resultam da superfície de aplanamento que foi degradada, retocada e inumada, interrompida por cristas residuais de camadas mais resistentes".